# Freder Catsen
Freder Catsen (* 23. Dezember 1898 in Berlin; † 6. Dezember 1971 in West-Berlin) war ein deutscher Schriftsteller und Werbefachmann, der auch unter dem Pseudonym Fritz W. Enskat veröffentlichte.

## Leben
Freder Catsen arbeitete nach einer kaufmännischen Ausbildung als Verlags- und Werbekaufmann in Berlin. Er veröffentlichte bereits ab 1935 Abenteuer- und Westernromane, danach auch einige Titel, die zur Science Fiction zu zählen sind. In den 1950er Jahren lebte er in Berlin (West) und war unter anderem Mitarbeiter des Luna-Western-Magazins, das im Walter Lehning Verlag Hannover erschien.

## Werke (Auswahl)
- 1935: Hinter den Wäldern. Roman
- 1935: Das Tal ohne Hoffnung. Roman
- 1936: Marso der Zweite. Roman
- 1937: Zwischen zwei Feuern. Abenteuer-Roman
- 1938: Im Westen verschollen. Abenteuer-Roman
- 1941: Weltraumschiff Unimos. Ein technisch-phantastischer Zukunftsroman
- 1949: Gefangene am Gipfel der Welt. Im Nordmeer verschollen. Zwei technisch-phantastische Erzählungen für Jugendliche
- 1955: Viertausend Meter unter dem Meeresspiegel. Jugend-Erzählung
- 1960: Feuer über Wyoming. Abenteuer-Roman